# Derovatellus rostrata
Derovatellus rostrata là một loài bọ cánh cứng trong họ Bọ nước. Loài này được Koch & Berendt miêu tả khoa học năm 1854.